# Motorola E398
O Motorola E398 é um telefone celular lançado em 2004 com tecnologia GSM, pela Motorola.

## Características
O Motorola E398 é um celular com tecnologia GSM Tri-Banda (900/1800/1900), que inclui alto-falantes em estéreo 3D; Motomixer, um aplicativo que remixa/discoteca canções ou "samples" com finalidade de escutá-las ou utilizá-las como toque polifônico do próprio celular. Outro detalhe que também se destaca no E398, é a memória expansível/removível que pode ser de até um 1 GB (através de cartão de memória microSD TransFlash), possui um MP3 Player baseado em tecnologia Java (J2ME™) e Luzes Rítmicas, que conforme a medida e intensidade do som, reproduz efeitos luminosos.
O Motorola E398 foi relançado em 2007, em uma versão exclusiva para a operadora inglesa T-Mobile, com um botão semelhante ao do Motorola ROKR E1 que pode acessar conteúdo exclusivo da operadora.

### i398 e desbloqueio de conteúdo
Com a chegada do Motorola ROKR E1, muito se repercutiu com a utilização do software iTunes, e o desbloqueio e/ou troca do conteúdo pré-programado que já havia no Motorola E398. Diversos fóruns e sites explicavam passo-a-passo a troca de conteúdo e o desbloqueio através de programas que alteravam a firmware do celular. Especula-se que uma versão genérica do software Windows Mobile (que é compatível com a maioria dos Smartphones e PDA's) foi adaptada para instalação no E398.

## Especificações completas
| Tipo                                | Especificação                                                | Notas                             |
| ----------------------------------- | ------------------------------------------------------------ | --------------------------------- |
| Redes (Modos disponíveis)           | GSM 900 / 1800 / 1900                                        |                                   |
| Peso                                | 108 g                                                        |                                   |
| Dimensões                           | 108 x 46 x 21 mm                                             |                                   |
| Forma                               | Barra (Candybar)                                             |                                   |
| Tipo de Bateria                     | Li-Ion 830 mAh                                               |                                   |
| Duração da Bateria                  | Em espera: 240 h (equivalente à 10 dias) Em conversação: 7 h |                                   |
| Display (tela)                      | 176 x 220 pixels, TFT LCD 65.000 cores                       |                                   |
| Plataforma / OS                     | —                                                            |                                   |
| Processador                         | —                                                            |                                   |
| Memória                             | 5 MB                                                         |                                   |
| Capacidade de Agenda                | 1000 entradas                                                |                                   |
| Identificador FCC                   | —                                                            |                                   |
| Bluetooth®                          | Sim                                                          | Versão 1.1                        |
| Câmera                              | VGA 1.3mpx, 640x480 pixels, flash em LED                     |                                   |
| Cliente de E-mail                   | Sim                                                          | POP3, SMTP e IMAP4                |
| Expansão de Memória                 | até 1 GB (através de microSD Transflash)                     |                                   |
| Transmissão de Dados                | GPRS Classe 10 (4+1/3+2 slots), 32 - 48 kbps                 |                                   |
| Java (J2ME)                         | Sim                                                          |                                   |
| Múltiplos Números por Contato       | Sim                                                          |                                   |
| Entrada de texto Predictivo         | Sim                                                          | iTAP                              |
| Perfil de toques                    | Sim                                                          |                                   |
| Alto-falante                        | Sim                                                          | Estereo 3D                        |
| Mensagens de texto                  | Sim                                                          |                                   |
| USB                                 | Sim                                                          |                                   |
| Gravação de video                   | Não                                                          |                                   |
| Wireless Internet                   | Não                                                          |                                   |
| Alarme                              | Sim                                                          |                                   |
| Calculadora                         | Sim                                                          |                                   |
| Calendário                          | Sim                                                          |                                   |
| Temas customizáveis                 | Sim                                                          |                                   |
| Toques customizáveis                | Sim                                                          |                                   |
| Modem customizável (Data-capable)1  | Não                                                          |                                   |
| Digital TTY/TDD2                    | —                                                            |                                   |
| EMS / Mensagens Animadas            | Sim                                                          |                                   |
| Jogos                               | Sim                                                          | Conteúdo pré-programado, Download |
| MMS                                 | Sim                                                          |                                   |
| Múltiplos idiomas                   | Sim                                                          |                                   |
| Player de música                    | Sim                                                          | Motorola DAP                      |
| Rádio                               | Não                                                          |                                   |
| PC Sync (Sincronização)             | Sim                                                          |                                   |
| ID por Imagem                       | Sim                                                          |                                   |
| Toques Polifônicos                  | Sim                                                          | Monofônico, Polifônico            |
| Push-To-Talk3                       | Sim                                                          |                                   |
| ID por Toque/Ringer ID4             | Sim                                                          |                                   |
| Teclas laterais                     | Sim                                                          |                                   |
| SyncML                              | —                                                            |                                   |
| Predefinições de Mensagens de Texto | Sim                                                          |                                   |
| Vibração                            | Sim                                                          |                                   |
| Chamada de Voz                      | Sim                                                          |                                   |
| Gravação de Voz                     | Não                                                          |                                   |

### Reviews
- Motorola E398 review: A small stereo jukebox em GSMArena.com
- Motorola E398 review em Mobile Burn.com